# Barroso (Teresópolis)
Barroso é um bairro de Teresópolis, cidade localizada no interior do estado do Rio de Janeiro. De acordo com o Instituto Brasileiro de Geografia e Estatística (IBGE), sua população no ano de 2010 era de 2 656 habitantes, sendo 1 329 mulheres (50.0%) e 1 327 homens (50.0%), possuindo um total de 697 domicílios.